# Milenko Kersnič
Milenko Kersnič, slovenski telovadec, * 21. junij 1946, Ljubljana.
Kersnič je za Jugoslavijo nastopil na poletnih olimpijskih igrah 1968 v Ciudad de Méxicu in 1972 v Münchnu. Obakrat je tekmoval v osmih disciplinah, najboljši rezultat pa dosegel s šestim oziroma dvanajstim mestom v ekipnem mnogoboju.